# Shuanggang, Tianjin
Shuanggang (kinesiska: 双港, 双港镇) är en köping i Kina. Den ligger i storstadsområdet Tianjin, i den norra delen av landet, omkring 13 kilometer sydost om stadens centrum. Antalet invånare är 103 185. Befolkningen består av 43 008 kvinnor och 60 177 män. Barn under 15 år utgör 8,0 %, vuxna 15-64 år 87 %, och äldre över 65 år 4,0 %.